# Yŏnggwang-ŭp
Yŏnggwang-ŭp är en ort i Nordkorea.   Den ligger i provinsen Hamnam, i den centrala delen av landet, 180 km nordost om huvudstaden Pyongyang. Yŏnggwang-ŭp ligger 35 meter över havet och antalet invånare är 21 882.
Terrängen runt Yŏnggwang-ŭp är kuperad västerut, men österut är den platt. Runt Yŏnggwang-ŭp är det tätbefolkat, med 319 invånare per kvadratkilometer. Närmaste större samhälle är Hamhung, 13,1 km sydost om Yŏnggwang-ŭp. Trakten runt Yŏnggwang-ŭp består till största delen av jordbruksmark.